# Helmar Hegewald

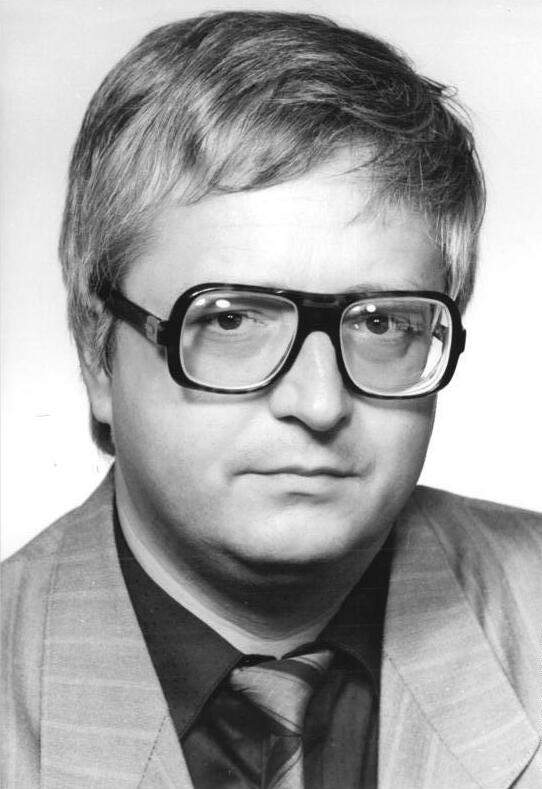
Helmar Hegewald 1990

Helmar Hegewald (* 27. Juni 1941 in Radebeul) ist ein deutscher Politiker (SED bzw. PDS) und Hochschullehrer für marxistisch-leninistische Ethik. Er war inoffizieller Mitarbeiter der DDR-Staatssicherheit, Mitglied der letzten  Volkskammer und des Sächsischen Landtages.

## Leben
Hegewald machte sein Abitur im Jahr 1960 an der Kreuzschule in Dresden. Danach absolvierte er eine Lehre zum Chemikant (Chemiefacharbeiter). Es folgte ein Studium der Berufspädagogik an der TU Dresden. Zwischen 1965 und 1987 war Hegewald Assistent, Oberassistent und Dozent der dortigen Sektion Philosophie und Kulturwissenschaft. 1971 wurde er promoviert, 1973 erhielt er die Facultas Docendi für sein Fachgebiet Dialektischer und Historischer Materialismus in Dresden. 1976 absolvierte er in der UdSSR ein Zusatzstudium für Philosophie/Ethik an der Staatlichen Universität Leningrad. 1979 erfolgte in Dresden die Promotion B zum Dr. sc. phil.
Ab 1980 war Hegewald Hochschuldozent für marxistisch-leninistische Ethik an der Sektion Philosophie und Kulturwissenschaften der TU Dresden, von 1987 bis 1991 als ordentlicher Professor.
Hegewald ist verheiratet und hat zwei Töchter.

## Politik
Helmar Hegewald trat 1956 in die FDJ ein und wurde 1968 Mitglied der SED. Er war Mitglied des Bezirksvorstandes der Gesellschaft für Natur und Umwelt und von 1986 bis 1990 Abgeordneter des Bezirkstages Dresden. Ab Dezember 1989 war er Mitglied im Präsidium des Parteivorstandes der SED-PDS. Von März bis Oktober 1990 war Hegewald Mitglied der Volkskammer. Im Oktober 1990 zog er über die Landesliste in den Sächsischen Landtag ein. Dort war er Vorsitzender des Umweltausschusses, bis er im November 1991 nach seiner Enttarnung als Stasi-IM einstimmig abgewählt wurde. Nach Bekanntwerden seiner Tätigkeit als Inoffizieller Mitarbeiter der DDR-Staatssicherheit weigerte sich Hegewald, als Abgeordneter zurückzutreten.
Hegewald trat bei der Bundestagswahl 1994 für die PDS im Bundestagswahlkreis 328 (Reichenbach – Plauen – Auerbach – Oelsnitz) an, erreichte mit 13 % der Stimmen allerdings nicht das Direktmandat.

## Schriften
- Zur theoretischen Begründung und Herausbildung sozialistischen Rationalitätsdenkens als Systemdenken der Arbeiterklasse: eine marxistisch-leninistische philosophische Problemorientierung. 1971.
- (mit Günther Bohring) Umweltbewußtes Handeln in der sozialistischen Gesellschaft. In: Deutsche Zeitschrift für Philosophie, Band 34 (1986), Heft 10, Seiten 894–903, ISSN 0012-1045, doi:10.1524/dzph.1986.34.10.894.
- Gedanken zur Förderung umweltbewußten Handelns im Sozialismus. 1987.
- Automatisierung und Kulturentwicklung und Automatisierung und Ethik. 1988.